# Arvid Emanuelsson
Arvid Emanuelsson (Borås, 25 dicembre 1913 – 19 marzo 1980) è stato un calciatore svedese, di ruolo difensore.